# Marktonderzoek
Een marktonderzoek of marktstudie is een onderzoek waarbij informatie wordt verzameld over (mogelijke) markten of klanten. In principe kan iedereen marktonderzoek doen: studenten, ondernemers, leden van verenigingen en ieder ander die meer wil weten over een markt of marktsegment. Wie wil komen tot objectieve en betrouwbare resultaten doet er goed aan om zich de basiskennis van het vak eigen te maken. Belangrijke vaardigheden bij het doen van marktonderzoek zijn de vaardigheid om een onderzoeksvraag te formuleren en te vertalen in deelvragen, het bepalen van de onderzoekspopulatie, het beoordelen van de representativiteit van het onderzoek, kennis van het opstellen van vragenlijsten, het vermogen om de kwaliteit van de verkregen data te beoordelen, het kunnen werken met tabellen en grafieken en het beschrijven van de onderzoeksresultaten.
Marktonderzoek moet niet verward worden met marketingonderzoek. Hoewel beide termen veel op elkaar lijken, verwijst marketingonderzoek naar de activiteiten die door marketingwetenschappers ondernomen worden. Bij marketingonderzoek draait het om marketing in het algemeen, en niet zoals bij marktonderzoek om concrete producten of diensten.
Het marktonderzoek is een van de essentiële elementen van marketing en dient als uitgangspunt voor elk eropvolgend marketing- en communicatiebeleid. Het begrip kan gedefinieerd worden als: "Het aanwenden van subjectieve en objectieve onderzoeksmethoden om informatie te verzamelen en te analyseren. Deze informatie vormt de basis om een marketingstrategie te definiëren en te evalueren." Die informatie heeft in het algemeen betrekking op de gedragingen, de houding en de motivaties van een bepaalde doelgroep.
Het marktonderzoek is de eerste stap die voorafgaat aan elke beslissing. Haar functie als informatiebron is slechts doeltreffend als ze de betrokken onderneming of organisatie in staat stelt beslissingen te nemen op het vlak van marketingstrategie. Het onderzoek loopt door gedurende het hele marketingproces: in elk stadium worden de reacties van het doelpubliek geanalyseerd om het beleid indien nodig te kunnen bijsturen.